# Slag bij Baesweiler
De Slag bij Baesweiler was een slag tussen de hertogen van Gelre en Gulik enerzijds en het hertogdom Brabant, gesteund door Namen anderzijds. Brabant verloor deze slag.

## Verloop
In 1371, ten tijde van de Honderdjarige Oorlog, zwierven er in het gebied tussen Rijn en Maas grote groepen huurlingen rond die het land onveilig maakten. Nadat Franse huurlingen Brabantse kooplieden op Guliks grondgebied beroofd hadden, weigerde Willem, hertog van Gulik, aan Wenceslaus, hertog van Brabant, een schadevergoeding te betalen. Sterker nog, hij beschermde de huurlingen en nam zelfs enkelen van hen in dienst. Hierop besloot Wenceslaus zijn gram te halen. Gesteund door Willem I, de graaf van Namen, trok hij ten strijde tegen Gulik. De hertog van Gulik riep daarop de steun in van zijn zwager Eduard I, de hertog van Gelre.
In augustus 1371 troffen de troepen elkaar bij Baesweiler, een dorp iets ten noorden van Aken. Aanvankelijk waren de Brabanders aan de winnende hand, totdat op 22 augustus de Geldersen op het slagveld verschenen. Op dat moment zag de situatie er niet erg gunstig uit voor de Gulikers, maar de komst van de Geldersen was beslissend voor het verloop van de strijd. De Brabanders konden tegen deze nieuwe vijand geen stand meer houden en werden teruggedreven. De slag eindigde met het gevangennemen van de hertog van Brabant en de graaf van Namen. De hertog van Gelre sneuvelde in deze strijd. 

## Overgeleverde bronnen
De slag wordt beschreven in de voortzetting van de Brabantsche Yeesten, hoofdstukken LII - LIV. Als belangrijkste gesneuvelden vermeldt deze kroniek: hertog Eduard I, Gerard Rolibuc (Gerit Rollebuyc), Hendrik van Cuyck, Jan van Releghem (of Redelghem, amman van Brussel) en Gwijde van Luxemburg-Ligny. Wenceslaus zelf werd gevangengenomen en pas na elf maanden onder druk van de keizer, zijn broer, vrijgelaten tegen betaling van een losgeld.
De kroniekschrijver Jean Froissart vertelt dat de Brusselaars de manoeuvres van de ruiters hinderden door de proviand die ze op het slagveld hadden aangesleept. Na de slag zouden de vijanden grote hoeveelheden voedsel hebben buitgemaakt, en de verslagenen de spotnaam "kiekenfretters" gegeven hebben.
De Rijmkroniek van Vlaanderen (ongeveer 40 jaar later geschreven rond 1410) vermeldt de slag kort, namelijk: 
Veel later, in 1530, zo'n 160 jaar na de gebeurtenissen, werd in Van Brabant die excellente cronike een veel uitgebreider verhaal van de veldslag vermeld (vanden stride te Baeswildere daer hertoge wencelijn gheuangen wert). Deze tekst kan echter niet als betrouwbare bron worden gezien voor wat zo lang geleden was gebeurd; het voegde allerlei elementen toe die eerdere bronnen niet vermeldden.

## Betrokkenen
De Annales de la Société d'Archéologie de Bruxelles bevatten een uitgebreide lijst van alle medestanders van Wenceslaus, onderverdeeld in "rotten" per aanvoerder.

### Gulik en Gelre
- Evert van Rhemen, heer van Dravenhorst (onder Winterswijk in de Heerlijkheid Bredevoort)
- Willem II van Gulik (1325-1393), hertog van Gulik
- Eduard van Gelre (1336-1371), hertog van Gelre, gesneuveld of vermoord
- Herman Leers van Hees, verdacht van moord op hertog Eduard

### Brabant en Namen
- Nicolaas I van Hoensbroeck (ca. 1310-1371), ridder en voogd van Maastricht, gesneuveld 21 augustus 1371
- Jan van Releghem (1330-1371), heer van Relegem, amman van Brussel, gesneuveld
- Gwijde van Luxemburg-Ligny (1340-1371), graaf van Saint-Pol en Ligny, gewond achtergelaten op het slagveld, vermoord door een plunderaar
- Jan van Geldrop, ridder en heer van Geldrop (-1395), gevangengenomen
- Arnold en Willem van Vlieck, ridder, eigenaren/bewoners van Huize de Dael
- Willem van Merheim (na 1343-1420), heer van Boxtel en Liempde
- Arnold I van Hulsberg (ca.1318-1374), heer van 't goed Struversgracht en voogd voor het Land van Valkenburg, gevangengenomen en in 1374 in gevangenschap overleden
- Jan II van Polanen (1325-1378), heer van Polanen, van de Lek en Breda, gevangengenomen en na enkele maanden vrijgekocht
- Jan III van Polanen (1340-1393), gevangengenomen en na enkele maanden vrijgekocht
- Wenceslaus I van Luxemburg (1337-1384), hertog van Luxemburg, Brabant en Limburg, gevangengenomen, vrijgekocht
- Jan van Marselaer (1330-1397), de heer van Marselaer, gevangengenomen, vrijgekocht
- Jan en Reynart Huyn van Anxtelrode, gevangengenomen, vrijgekocht
- Robert van Namen (1323-1391), heer van Beaufort-sur-Meuse (Ben-Ahin), Ronse, Balâtre en Chièvres, gevangengenomen, vrijgekocht
- Roelof van Dinther (ca. 1332-na 1374), knape, gevangengenomen en vrijgelaten
- Reinoud I Mascherel van Schoonvorst (ca. 1305-1376), heer van Schönau, Zichem, Born, Elsloo, Kessenich en Bocholt, gevlucht tijdens de slag
- Geeraert van der Elst, ridder en heer van kasteel Cleydael, hoogschout van 's-Hertogenbosch, schout van Antwerpen, gevangengenomen, stierf in gevangenschap voordat losgeld betaald kon worden
- Jan van Bouchout (ca. 1320-1391), ridder, borggrave van Brussel
- Hendrik V van der Meeren, ridder, heer van Zaventem en Sterrebeek, gevangengenomen, vrijgekocht
- Willem I van Namen (1324-1391), markies van Namen, gevangengenomen, vrijgekocht
- Thomas I van Diest (1340-1385), baanderheer van Diest, gevangengenomen, vrijgekocht
- Hendrik van Cuijk (1320-1371), heer van Rijkevorsel, Brecht, Zundert en Asten, gesneuveld op het slagveld in 1371.